# Liste der Bodendenkmäler in Trautskirchen
Auf dieser Seite sind die Bodendenkmäler in der mittelfränkischen Gemeinde Trautskirchen zusammengestellt. Diese Tabelle ist eine Teilliste der Liste der Bodendenkmäler in Bayern. Grundlage ist die Bayerische Denkmalliste, die auf Basis des Bayerischen Denkmalschutzgesetzes vom 1. Oktober 1973 erstmals erstellt wurde und seither durch das Bayerische Landesamt für Denkmalpflege geführt wird. Die folgenden Angaben ersetzen nicht die rechtsverbindliche Auskunft der Denkmalschutzbehörde.

## Bodendenkmäler der Gemeinde Trautskirchen

### Bodendenkmäler in der Gemarkung Buch
| Lage            | Objekt                                                                          | Akten-Nr.     | Bild |
| --------------- | ------------------------------------------------------------------------------- | ------------- | ---- |
| Buch (Standort) | Freilandstation des Mesolithikums und Siedlung vorgeschichtlicher Zeitstellung. | D-5-6529-0051 |      |
| Buch (Standort) | Freilandstation des Mesolithikums.                                              | D-5-6529-0059 |      |
| Buch (Standort) | Freilandstation des Mesolithikums.                                              | D-5-6529-0060 |      |
| Buch (Standort) | Freilandstation des Mesolithikums.                                              | D-5-6529-0061 |      |

### Bodendenkmäler in der Gemarkung Trautskirchen
| Lage                     | Objekt | Akten-Nr.     | Bild |
| ------------------------ | --- | ------------- | ---- |
| Trautskirchen (Standort) | Siedlung des Neolithikums. | D-5-6529-0033 |      |
| Trautskirchen (Standort) | Freilandstation des Mesolithikums und Siedlung des Neolithikums.                                                                                              | D-5-6529-0055 |      |
| Trautskirchen (Standort) | Freilandstation oder Siedlung der Steinzeiten. | D-5-6529-0095 |      |
| Trautskirchen (Standort) | Mittelalterliche und frühneuzeitliche Befunde im Bereich der Evangelisch-Lutherischen Pfarrkirche St. Laurentius in Trautskirchen.                            | D-5-6529-0134 |      |
| Trautskirchen (Standort) | Burgstall des Mittelalters sowie archäologische Befunde im Bereich des frühneuzeitlichen Schlosses von Trautskirchen mit Ökonomie und ehemalige Gartenanlage. | D-5-6529-0135 |      |
| Trautskirchen (Standort) | Bestattungsplatz vorgeschichtlicher Zeitstellung. | D-5-6529-0206 |      |